# Distretto di Chumphon Buri
Il distretto di Chumphon Buri (in thailandese: ชุมพลบุรี) è un distretto (amphoe) della Thailandia, situato nella provincia di Surin.